# Sparrisväxter
Sparrisväxter (Asparagaceae) är en familj med enhjärtbladiga växter av ordningen Asparagales.  

## Galleri

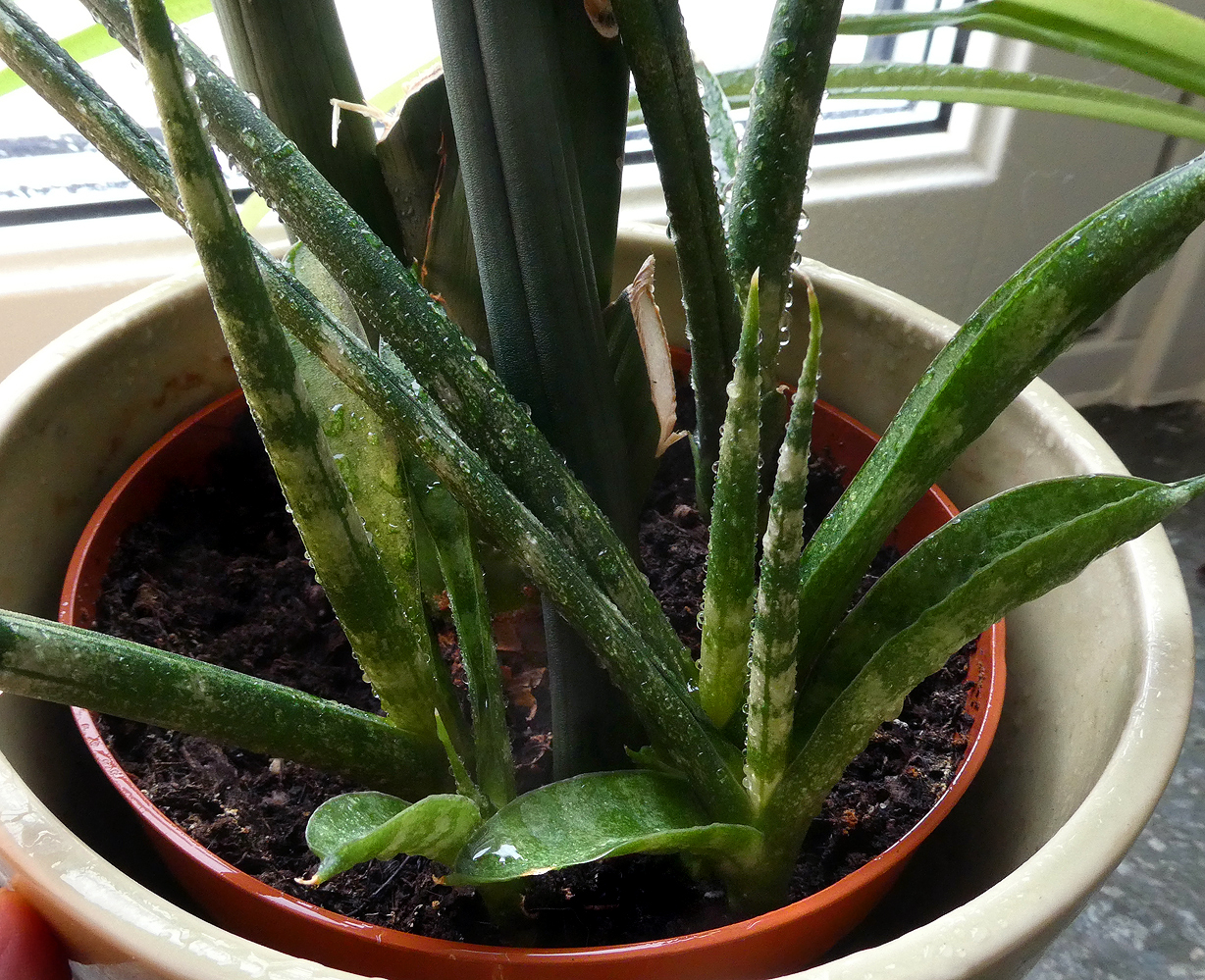
Unga skott av Pinnlilja (Sansevieria cylindrica) en art i familjen Sparrisväxter.